# Mörel-Filet
Mörel-Filet é uma comuna da Suíça, situada no distrito de Raron, no cantão de Valais. Tem 8,4 km² de área e sua população em 2018 foi estimada em 680 habitantes.
Foi criada em 1 de janeiro de 2009, a partir da fusão das antigas comunas de Mörel e Filet.